# Битка при Васлуй
Битката при Васлуй е на 10 януари 1475 г. между войските на Стефан Велики и османският бейлербей на Румелия Хадим Сюлейман паша. Битката се води при Високия мост (Подул Ъналт, Podul Înalt), близо до гр. Васлуй, Молдова (дн. източна Румъния). Османските войски са над 120 000, а молдовците – 40 000 и малък брой войски на техни съюзници или наемници.
Стефан нанася тежко поражение на турците, което е считано за „най-голямата победа на кръста над исляма някога“. Според венециански и полски източници османлиите губят над 40 000 души. Мария Бранкович, бившата втора съпруга на Мурад II, казва на венециански пратеник, че това е най-голямата загуба, която османлиите някога са понасяли. Папа Сикст IV дава на Стефан Велики званието „Христов победител“ (Athleta Christi) и го нарича „Истинският защитник на християнската вяра“ (Verus christiane fidei aletha).
Според полският летописец Ян Длугош Стефан не празнува победата си, а вместо това изкарва 40 дни само на хляб и вода и забранява да го наричат победител. Той смята, че заслугите за победата са само и единствено на Бог.